# 이홍식
이홍식(1964년 1월 30일 ~)은 삼성 라이온즈의 전 야구 선수다. 롯데에 지명되었으나 조성옥 홍문종 등   비슷한 유형(좌타자 외야수)의 선수들이 많다는 이유 탓인지 롯데가 지명권을 포기하자   삼성에 입단했다.

## 출신 학교
- 경북고등학교
- 영남대학교

## 등번호
- 26 (1988)
- 25 (1989)

## 같이 보기
- 1988년 삼성 라이온즈 시즌
- 1989년 삼성 라이온즈 시즌